# Церква Введення в храм Пресвятої Богородиці (Климківці)
Церква Введення в храм Пресвятої Богородиці в Климківцях — парафія і храм греко-католицької громади Підволочиського деканату Тернопільсько-Зборівської архієпархії Української греко-католицької церкви в селі Климківці Тернопільського району Тернопільської области.
Оголошена пам'яткою архітектури місцевого значення.

## Історія церкви
Парафія існувала з прадавніх часів. У 1908 році за ініціативи та силами о. Володимира Герасимовича та архітектора М. Гарголінського в селі почали будувати церкву. Храм Введення в храм Пресвятої Богородиці було завершено і відкрито в 1912 році, за що о. Герасимович отримав грамоту від митрополита Андрея Шептицького.
З 1946 до 1975 року парафія і храм належали РПЦ. У 1976 році влада закрила храм. Незважаючи на численні звернення парафіян, які навіть самовільно відкрили церкву в 1980 році, за що Ганна Войціховська, Віра Басовська та Володимир Савич були заарештовані, влада розмістила в ній похоронне бюро, а весь церковний інвентар вивезла до церкви с. Медин. Лише 4 грудня 1988 року церкву дозволили відкрити, але в підпорядкуванні РПЦ.
У 1990 році вся громада села перейшла на греко-католицький обряд, а парафія і храм знову повернулися в лоно УГКЦ. При парафії діють Вівтарна дружина, а також братства «Апостольство молитви» та Матері Божої Неустанної Помочі.

## Парохи
- о. Володимир Герасимович (1903—1943),
- о. Іван Фелип'юк (1946—1976),
- о. Степан Кебало (1988—1990),
- о. Михайло Придатко (1990—1996),
- о. Ігор Атаманюк (1996—1997),
- о. Михайло Андрейчук (з 1 вересня 1997).